# Martinique
Martinique (phát âm tiếng Pháp: [maʁ.tinik]) là hòn đảo nằm ở phía Đông vùng biển Caribbean, một trong 26 vùng lãnh thổ hải ngoại thuộc Pháp, có diện tích khoảng 1,128 km², có tọa độ 14°40′B 61°00′T.

Cũng giống như các vùng lãnh thổ của Pháp khác, cư dân Martinique sử dụng tiếng Pháp là ngôn ngữ chính (ngoài ra họ còn nói tiếng thổ ngữ Antilles) và lưu hành tiền euro.

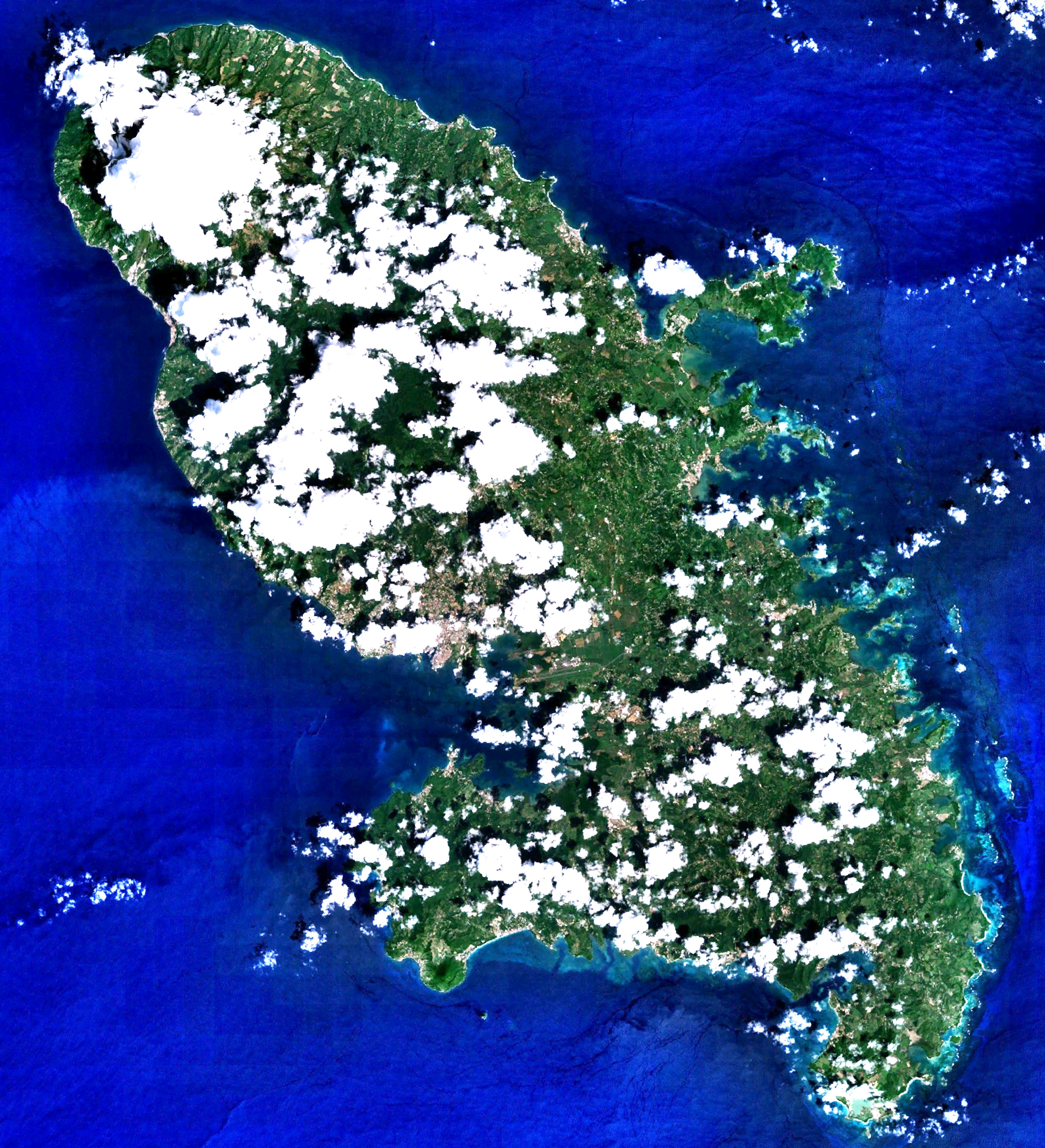
Martinique, nhìn từ vệ tinh

## Chính trị
Tất cả người dân sinh sống trên vùng lãnh thổ Martinique đều là công dân Pháp với đầy đủ các quyền công dân, pháp lý.
Martinique có 4 thành viên trong Quốc hội Pháp và hai đại diện trong Thượng viện Pháp.